# Antoine Héroët
Antoine Héroët, soprannominato La Maison-Neuve (Parigi, 1492 – Digne, dicembre 1567), è stato un vescovo cattolico e scrittore francese.

## Biografia
Pensionato della regina Margherita di Navarra, nel 1553 fu nominato vescovo di Digne sotto la potente spinta aristocratica. L'opera più conosciuta di Héroët fu La parfaicte amye, pubblicata nel 1542. Conformemente alla poetica amorosa del suo tempo, debitrice di influenze neoplatoniche provenienti dall'opera di Marsilio Ficino, scrisse inoltre L'Androgyne, poemetto che si ispira al mito narrato da Platone nel Simposio e all'interpretazione che ne dà Marsilio Ficino nel suo commento allo stesso dialogo.